# جون ليو (صحفي)
جون ليو (بالإنجليزية: John Leo)‏ هو صحفي أمريكي، ولد في 16 يونيو 1935.